# District de Bóly
Le district de Bóly (en hongrois : Bólyi járás) est un des 10 districts du comitat de Baranya en Hongrie. Créé en 2013, il rassemble 16 localités dont une ville, Bóly, le chef-lieu du district.

## Localités
| Nom          | Statut  | Superficie (km²) | Population (2013) |
| ------------ | ------- | ---------------- | ----------------- |
| Bóly         | Ville   | 25,38            | 3 974             |
| Babarc       | Commune | 18,85            | 747               |
| Belvárdgyula | Commune | 17,23            | 418               |
| Borjád       | Commune | 15,59            | 372               |
| Hásságy      | Commune | 8,00             | 273               |
| Kisbudmér    | Commune | 5,72             | 108               |
| Liptód       | Commune | 14,99            | 211               |
| Máriakéménd  | Commune | 15,78            | 494               |
| Monyoród     | Commune | 7,12             | 176               |
| Nagybudmér   | Commune | 10,22            | 176               |
| Olasz        | Commune | 10,29            | 609               |
| Pócsa        | Commune | 8,05             | 166               |
| Szajk        | Commune | 11,36            | 837               |
| Szederkény   | Commune | 14,33            | 1 817             |
| Töttös       | Commune | 22,99            | 590               |
| Versend      | Commune | 14,13            | 911               |